# Bernat Manciet
Bernard Manciet (en francés) o Bernat Manciet (en occitano) (Sabres, Las Landas, 1923 - Mont-de-Marsan, Las Landas, 3 de junio del 2005) fue un poeta francés en lengua occitana. Es uno de los más importantes autores occitanos y también franceses del siglo XX.

## Vida
Nacido en 1929 en Sabres, en el departamento de las Landas, y fallecido el 3 de junio de 2005 en Mont-de-Marsan, en el mismo departamento, en Francia.
Estudia en la escuela pública de Sabres, más tarde en el instituto de Talence, donde pasa tres años felices en casa de sus tíos sacerdotes aprendiendo latín y griego, y finalmente en el instituto Montaigne de Burdeos, donde pasa el examen de aptitud un domingo de junio de 1940. Esta educación forja esa increíble erudición, de la que no quería que se le hablara, pero que impregnaba la menor de sus conversaciones. Pillado por el tormento de la guerra, estudia Letras y Ciencias Políticas en París antes de entrar en la «carrera».
Así, se convierte en diplomático junto a Koenig, alto comisario en Alemania durante la reconstrucción del estado alemán. También estuvo en esa función en los Procesos de Núremberg. En 1955, continúa con su carrera diplomática que lo conduce algunos meses a Brasil, luego a Montevideo en Uruguay. Siempre mantuvo una visión geopolítica aguda.
Vuelve a Sabres para casarse, tener cinco hijos y dirigir la empresa de sus suegros, que se arruinó diez años más tarde. Animó la revista Òc y rechazó a los nacionalistas occitanos, a pesar de tener amistad con Robèrt Lafont y Max Roqueta.

## Obra
Poeta, novelista, autor dramático. ensayista, director de revistas literarias, pintor... Bernart Manciet se sube al escenario para recitar su poesía, participa en espectáculos con Bernard Lubat en Uzeste.
Ya en 1972, René Nelli escribía sobre él en la antología bilingüe La poésie occitane aparecida en la editorial Seghers: «Un estudio de conjunto sobre la obra de Manciet no tendrá que esperar mucho tiempo. Quizás permita delimitar a este «monstruo» de originalidad, cuya renovación verbal incesante y cuya emanación lírica interior no deben nada a las últimas modas literarias de París. Entre René Char y Quasimodo, Bernard Manciet es ciertamente uno de los grandes poetas -desconocidos- de la Europa moderna»
En 1972 ganó, junto a Joan Maria Petit, la primera convocatoria del galardón Pau Froment.
Bernat Manciet escribió muchas obras, de las que se presentan las más importantes:
- Le triangle des Landes, (El triángulo de las Landas, 1981)
- L’Enterrement a Sabres (El entierro en Sabres, 1989 y 1996)
- Accidents, (Accidentes, 1955 y 1999)
- Lo Gojat de noveme (El joven de noviembre, 1995)
- Los Hòra-trèits o Ifigenia davant la gara (Los emigrantes o Iphigenia ante la estación, 1999)
- Cobalt (Cobalto, 2002)
- Cordoa enqüèra (De nuevo Córdoba, 2004)